# イイデケンシン
イイデケンシン (Iide Kenshin) とは、日本の競走馬である。馬名は冠名と上杉謙信の「ケンシン」が由来となっている。

## 経歴

### 2歳
2007年、デビュー戦は7月7日に函館競馬場で行われた芝の2歳新馬戦で、単勝1.9倍の1番人気に支持され、2着に2馬身差をつけ初勝利を挙げた。続く重賞初挑戦となった8月5日の函館2歳ステークスでは、2番人気に支持されるが、ハートオブクィーンに敗れ3着だった。8月25日のクローバー賞では、1番人気に支持されたが最下位となる8着という結果に終わった。レース後は放牧に出され、10月上旬に帰厩した。復帰初戦は格上挑戦で京王杯2歳ステークスに出走したが、11番人気で14着という結果に終わった。続く自己条件のポインセチア賞（500万下）は、初のダート戦ということで9番人気と低評価だったが、2着に1馬身差で勝利し、ダートで初勝利を挙げオープン馬となった。ダートで初勝利を挙げたことから全日本2歳優駿に出走登録を行い、12月19日のレースでは、スタートから先手をとってそのまま逃げ切り、JpnI初挑戦で重賞及びJpnI初勝利を挙げた。この勝利は昆貢厩舎と馬主のJpnI（GIを含む）初勝利とサンダーガルチ産駒の重賞及びJpnI（GIを含む）初勝利となった。レース後の12月26日にUAEダービーへの出走を視野に入れていることが明らかになった。

### 3歳
2008年、出走を視野に入れていたUAEダービーには、1月31日に同競走において日本馬で唯一の選出馬となったことが発表された。それに伴い調教師サイドから同レースへの出走を正式に表明したことが2月1日に明らかになった。その前に、再び芝レースの共同通信杯に出走。しかし13着だった。3月15日に同じくドバイミーティングへの選出馬となり遠征する3頭と共に出国。レースはスタートから果敢にハナを奪うも4角手前で脱落し、勝ったオナーデヴィルから約17馬身差の8着に敗れた。レース後は遠征馬3頭と共に4月3日に関西国際空港に到着し、三木ホースランドパークで輸入検疫を受け、検疫終了後はグランデファームへ放牧に出された。帰国後の4月中旬、栗東・昆貢厩舎から栗東・池添兼雄厩舎に移籍したことが発表された。
7月9日のジャパンダートダービーで国内復帰するも15着とシンガリ負けを喫した。続く関越ステークスでは2着と好走したが、8月15日のサマーチャンピオンは、再び12着とシンガリ負けを喫し、シリウスステークスでも11着と大敗した。続くオープン競走ブラジルカップでも13着と惨敗した。その後、トパーズステークスに出走したがここでも14着と大敗した。2008年12月17日付でJRA競走馬登録を抹消し、公営園田競馬に移籍した。

### 4歳
園田競馬移籍初戦となった2009年1月15日のおゝ浜のポン酢特別は2着だった。その後、交流重賞の名古屋大賞典に出走したが、9着と惨敗した。休養を挟んで8月6日の夕刊フジ杯、9月7日の瀬戸内賞を共に1番人気で勝利した。続く10月8日の姫山菊花賞では4着、10月29日の特別戦では2着だった。続く11月27日の笠松グランプリと12月23日の菊正宗特別を連勝した。

### 5歳
2010年1月20日のファシリティーズカップから始動したが、2着に敗れた。続く2月25日の近畿・中国・四国交流特別でも2着だった。休養を挟んで10月15日のスプリントでは1着、笠松グランプリでは5着、兵庫ゴールドトロフィーでは10着となった。

### 6歳
2011年1月20日の一般戦から始動し1着、続く2月6日のマイル争覇では4着だったが、2月23日のフェブラリーカップに出走し1着となる。その後、交流重賞の名古屋大賞典に出走したが、10着と惨敗した。休養を挟んで12月15日の一般戦では逃げて4着となる。

### 7歳
2012年1月4日の楽天競馬賞から始動、逃げ切り勝ちした。

### 8歳
2013年4月19日のDASHよかわ特別で約1年3ヶ月ぶりに出走し5着。その後勝ち星を挙げられず、9月25日付けで登録を抹消された。

### 引退後
引退後は乗馬となり、鹿児島県の上村乗馬苑にて繋養されている。

## 競走成績
| 年月日     | 競馬場 | 競走名                       | 格      | 頭数 | オッズ （人気） | オッズ （人気） | 着順 | 騎手     | 斤量 [kg] | 距離（馬場）  | タイム （上り3F） | タイム 差 | 勝ち馬/（2着馬）       |
| ---------- | ------ | ---------------------------- | ------- | ---- | --------------- | --------------- | ---- | -------- | --------- | ------------- | ----------------- | --------- | ---------------------- |
| 2007.07.07 | 函館   | 2歳新馬                      |         | 11   | 001.9           | 0（1人）        | 01着 | 藤田伸二 | 54        | 芝1200m（良） | 1:11.1（35.4）    | -0.3      | （ディープキッス）     |
| 0000.08.05 | 函館   | 函館2歳S                     | JpnIII  | 11   | 006.2           | 0（3人）        | 03着 | 横山典弘 | 54        | 芝1200m（重） | 1:14.6（37.7）    | -0.8      | ハートオブクィーン     |
| 0000.08.25 | 札幌   | クローバー賞                 | OP      | 7    | 002.5           | 0（1人）        | 07着 | 横山典弘 | 54        | 芝1500m（良） | 1:33.1（35.6）    | -1.2      | ウイントリガー         |
| 0000.11.10 | 東京   | 京王杯2歳S                   | JpnII   | 15   | 030.5           | （11人）        | 14着 | 藤田伸二 | 55        | 芝1400m（稍） | 1:25.0（37.3）    | -2.3      | アポロドルチェ         |
| 0000.12.02 | 阪神   | ポインセチア賞               | 500万下 | 13   | 022.4           | 0（9人）        | 01着 | 藤田伸二 | 55        | ダ1400m（良） | 1:24.6（37.4）    | -0.2      | （サンライズラッシュ） |
| 0000.12.15 | 川崎   | 全日本2歳優駿                | JpnI    | 12   | 008.4           | 0（5人）        | 01着 | 藤田伸二 | 55        | ダ1600m（良） | 1:41.8（38.3）    | -0.2      | （ディラクエ）         |
| 2008.02.11 | 東京   | 共同通信杯                   | JpnIII  | 16   | 041.3           | 0（8人）        | 13着 | 藤田伸二 | 57        | 芝1800m（良） | 1:49.5（37.4）    | -1.9      | ショウナンアルバ       |
| 0000.03.29 | UAE    | UAEダービー                  | G2      | 10   |                 |                 | 08着 | 藤田伸二 | 55        | ダ1800m（良） |                   |           | Honour Devil           |
| 0000.07.09 | 大井   | ジャパンDダービー            | JpnI    | 15   | 018.1           | 0（5人）        | 15着 | 藤田伸二 | 56        | ダ2000m（不） | 2:11.7（42.6）    | -7.2      | サクセスブロッケン     |
| 0000.07.27 | 新潟   | 関越S                        | OP      | 13   | 018.2           | 0（6人）        | 02着 | 村田一誠 | 52        | ダ1800m（稍） | 1:51.4（36.4）    | -0.0      | メイショウシャフト     |
| 0000.08.15 | 佐賀   | サマーチャンピオン           | JpnIII  | 12   | 004.8           | 0（3人）        | 12着 | 福永祐一 | 54        | ダ1400m（不） | 1:29.0（-）       | -3.6      | ヴァンクルタテヤマ     |
| 0000.10.04 | 阪神   | シリウスS                    | GIII    | 16   | 032.6           | 0（8人）        | 11着 | 池添謙一 | 54        | ダ2000m（良） | 2:05.6（39.2）    | -1.8      | マイネルアワグラス     |
| 0000.11.01 | 東京   | ブラジルC                    | OP      | 16   | 044.3           | （12人）        | 13着 | 村田一誠 | 54        | ダ2100m（良） | 2:11.6（39.5）    | -2.0      | マイネルアワグラス     |
| 0000.11.24 | 京都   | トパーズS                    | OP      | 16   | 147.8           | （13人）        | 14着 | 池添謙一 | 53        | ダ1800m（良） | 1:54.2（40.7）    | -3.4      | エスポワールシチー     |
| 2009.01.15 | 園田   | おゝ浜のポン酢特別           |         | 11   | 001.3           | 0（1人）        | 02着 | 木村健   | 56        | ダ1400m（良） | 1:28.9（38.2）    | -0.0      | ノーモアウオー         |
| 0000.03.25 | 名古屋 | 名古屋大賞典                 | JpnIII  | 11   | 072.4           | 0（4人）        | 09着 | 木村健   | 56        | ダ1900m（良） | 2:06.5（41.6）    | -4.7      | スマートファルコン     |
| 0000.08.06 | 園田   | 夕刊フジ杯                   |         | 7    | 001.3           | 0（1人）        | 01着 | 木村健   | 57        | ダ1400m（良） | 1:27.6（37.6）    | -0.4      | （コパケンサンバ）     |
| 0000.09.07 | 福山   | 瀬戸内賞                     | 重賞    | 10   | 001.6           | 0（1人）        | 01着 | 木村健   | 56        | ダ1800m（良） | 1:57.4（-）       | -0.2      | （キャプテンハート）   |
| 0000.10.08 | 園田   | 姫山菊花賞                   | 重賞    | 10   | 004.8           | 0（2人）        | 04着 | 木村健   | 56        | ダ1700m（不） | 1:48.0（37.4）    | -1.1      | マルヨフェニックス     |
| 0000.10.29 | 園田   | A1                           |         | 9    | 001.7           | 0（1人）        | 02着 | 木村健   | 58        | ダ1700m（良） | 1:50.1（39.8）    | -0.1      | シンボリピレネー       |
| 0000.11.27 | 笠松   | 笠松グランプリ               | SPI     | 10   | 002.9           | 0（2人）        | 01着 | 木村健   | 57        | ダ1400m（良） | 1:25.6（-）       | -0.3      | （マサアンビション）   |
| 0000.12.23 | 園田   | 菊正宗特別                   |         | 12   | 001.0           | 0（1人）        | 01着 | 木村健   | 58        | ダ1400m（良） | 1:30.1（38.8）    | -0.2      | （リュウノツバサ）     |
| 2010.01.20 | 園田   | ファシリティーズC            |         | 10   | 001.2           | 0（1人）        | 02着 | 木村健   | 58        | ダ1400m（良） | 1:31.0（38.0）    | -0.1      | ホールドマイラヴ       |
| 0000.02.25 | 園田   | 近畿・中国・四国交流特別     |         | 9    | 001.1           | 0（1人）        | 02着 | 木村健   | 56        | ダ1400m（良） | 1:29.5（37.7）    | -0.1      | ケイティクラシー       |
| 0000.10.15 | 笠松   | スプリント                   | SPIII   | 10   | 003.1           | 0（2人）        | 01着 | 木村健   | 57        | ダ1400m（良） | 1:27.0（37.6）    | -0.3      | （エーシンアクセラン） |
| 0000.11.26 | 笠松   | 笠松グランプリ               | SPI     | 10   | 004.4           | 0（3人）        | 05着 | 木村健   | 57        | ダ1400m（良） | 1:26.7（39.4）    | -1.2      | マルヨフェニックス     |
| 0000.12.28 | 園田   | 兵庫ゴールドT                | JpnIII  | 12   | 023.4           | 0（6人）        | 10着 | 田中学   | 53        | ダ1400m（良） | 1:30.8（41.7）    | -3.9      | トーセンブライト       |
| 2011.01.20 | 園田   | A1 A2                        |         | 11   | 001.7           | 0（1人）        | 01着 | 木村健   | 56        | ダ1400m（良） | 1:29.6（38.7）    | -0.1      | （ダイワメンフィス）   |
| 0000.02.06 | 福山   | マイル争覇                   | 重賞    | 10   | 003.3           | 0（2人）        | 04着 | 木村健   | 57        | ダ1600m（良） | 1:45.5（38.1）    | -1.2      | キングスゾーン         |
| 0000.02.23 | 園田   | フェブラリーC                |         | 12   | 003.2           | 0（2人）        | 01着 | 木村健   | 57        | ダ1700m（良） | 1:50.7（38.8）    | -0.8      | （キヨミラクル）       |
| 0000.03.21 | 名古屋 | 名古屋大賞典                 | JpnIII  | 12   | 115.2           | 0（6人）        | 10着 | 木村健   | 56        | ダ1900m（不） | 2:05.7（44.2）    | -7.3      | エスポワールシチー     |
| 0000.12.15 | 園田   | A1                           |         | 12   | 028.9           | 0（7人）        | 04着 | 板野央   | 57        | ダ1400m（良） | 1:29.2（39.5）    | -0.9      | シンボリバッハ         |
| 2012.01.04 | 園田   | 楽天競馬賞                   |         | 12   | 006.1           | 0（3人）        | 01着 | 板野央   | 57        | ダ1700m（良） | 1:51.3（39.1）    | -0.2      | （シャムシール）       |
| 2013.04.19 | 園田   | DASHよかわ特別               |         | 12   | 018.7           | 0（9人）        | 05着 | 板野央   | 55        | ダ1400m（良） | 1:29.7（37.4）    | -0.6      | タガノブリガデイロ     |
| 0000.05.17 | 園田   | ポイント還元オッズパーク特別 |         | 12   | 003.2           | 0（2人）        | 03着 | 板野央   | 55        | ダ1700m（良） | 1:52.0（39.0）    | -0.6      | エイシンナナツボシ     |
| 0000.06.14 | 園田   | ザ・プレミアム・モルツC      |         | 9    | 006.0           | 0（3人）        | 05着 | 田中学   | 56        | ダ1400m（良） | 1:28.8（38.6）    | -0.3      | ファンドリノチカラ     |
| 0000.07.12 | 園田   | 報知澪標特別                 |         | 9    | 008.9           | 0（4人）        | 08着 | 田中学   | 55        | ダ1400m（良） | 1:30.4（39.6）    | -1.6      | バトルアステア         |
| 0000.08.28 | 園田   | 園田チャレンジC              | 重賞    | 12   | 064.5           | 0（8人）        | 11着 | 板野央   | 56        | ダ1400m（稍） | 1:32.6（42.4）    | -4.0      | キューティガビー       |

## エピソード
同じ馬主、同年生まれ、同じ厩舎に所属していたイイデシンゲン（16戦1勝、引退・乗馬）という馬がいる。こちらの「シンゲン」は、武田信玄の名前が由来となっている。

## 血統表
| イイデケンシンの血統（ミスタープロスペクター系／Northern Dancer4×4=12.50%、Raise a Native4×4=12.50%） | イイデケンシンの血統（ミスタープロスペクター系／Northern Dancer4×4=12.50%、Raise a Native4×4=12.50%） | イイデケンシンの血統（ミスタープロスペクター系／Northern Dancer4×4=12.50%、Raise a Native4×4=12.50%） | （血統表の出典）    | （血統表の出典） |
| 父 *サンダーガルチ Thunder Gulch 1992 栗毛                                                            | 父の父Gulch 1984 鹿毛                                                                                 | Mr.Prospector                                                                                         | Raise a Native      | Raise a Native   |
| 父 *サンダーガルチ Thunder Gulch 1992 栗毛                                                            | 父の父Gulch 1984 鹿毛                                                                                 | Mr.Prospector                                                                                         | Gold Digger         |                  |
| 父 *サンダーガルチ Thunder Gulch 1992 栗毛                                                            | 父の父Gulch 1984 鹿毛                                                                                 | Jameela                                                                                               | Rambunctious        | Rambunctious     |
| 父 *サンダーガルチ Thunder Gulch 1992 栗毛                                                            | 父の父Gulch 1984 鹿毛                                                                                 | Jameela                                                                                               | Asbury Mary         |                  |
| 父 *サンダーガルチ Thunder Gulch 1992 栗毛                                                            | 父の母*ラインオブサンダー Line of Thunder 1987 鹿毛                                                   | Storm Bird                                                                                            | Northern Dancer     | Northern Dancer  |
| 父 *サンダーガルチ Thunder Gulch 1992 栗毛                                                            | 父の母*ラインオブサンダー Line of Thunder 1987 鹿毛                                                   | Storm Bird                                                                                            | South Ocean         |                  |
| 父 *サンダーガルチ Thunder Gulch 1992 栗毛                                                            | 父の母*ラインオブサンダー Line of Thunder 1987 鹿毛                                                   | Shoot a Line                                                                                          | High Line           | High Line        |
| 父 *サンダーガルチ Thunder Gulch 1992 栗毛                                                            | 父の母*ラインオブサンダー Line of Thunder 1987 鹿毛                                                   | Shoot a Line                                                                                          | Death Ray           |                  |
| 母 *ヘヴンリーアドヴァイス Heavenly Advice 1994 鹿毛                                                  | 母の父Theatrical 1982 鹿毛                                                                            | Nureyev                                                                                               | Northern Dancer     | Northern Dancer  |
| 母 *ヘヴンリーアドヴァイス Heavenly Advice 1994 鹿毛                                                  | 母の父Theatrical 1982 鹿毛                                                                            | Nureyev                                                                                               | Special             |                  |
| 母 *ヘヴンリーアドヴァイス Heavenly Advice 1994 鹿毛                                                  | 母の父Theatrical 1982 鹿毛                                                                            | *ツリーオブノレッジ Tree of Knowledge                                                                 | Sassafras           | Sassafras        |
| 母 *ヘヴンリーアドヴァイス Heavenly Advice 1994 鹿毛                                                  | 母の父Theatrical 1982 鹿毛                                                                            | *ツリーオブノレッジ Tree of Knowledge                                                                 | Sensibility         |                  |
| 母 *ヘヴンリーアドヴァイス Heavenly Advice 1994 鹿毛                                                  | 母の母*パーソナリー Personally 1987 鹿毛                                                              | Alydar                                                                                                | Raise a Native      | Raise a Native   |
| 母 *ヘヴンリーアドヴァイス Heavenly Advice 1994 鹿毛                                                  | 母の母*パーソナリー Personally 1987 鹿毛                                                              | Alydar                                                                                                | Sweet Tooth         |                  |
| 母 *ヘヴンリーアドヴァイス Heavenly Advice 1994 鹿毛                                                  | 母の母*パーソナリー Personally 1987 鹿毛                                                              | Distaff Leader                                                                                        | Bold Commander      | Bold Commander   |
| 母 *ヘヴンリーアドヴァイス Heavenly Advice 1994 鹿毛                                                  | 母の母*パーソナリー Personally 1987 鹿毛                                                              | Distaff Leader                                                                                        | High Hail F-No.23-b |                  |
| 出典                                                                                                  | 1. | 1. | 1.                  | 1.               |

- 半妹ミミオブパラダイス（父ダンスインザダーク）の孫に、2025年チャーチルダウンズカップ勝ち馬のランスオブカオスがいる。
- 母ヘヴンリーアドヴァイスの半弟に、パーソナルラッシュ（ダービーグランプリ）がいる[6]。